# Roger Dubuis
Pour les articles homonymes, voir Dubuis.
 (novembre 2009).
Roger Dubuis est une entreprise suisse fondée en 1995, fabriquant, distribuant et vendant des montres de luxe. Installée à Meyrin, aux portes de Genève, la manufacture de haute horlogerie contemporaine se singularise par sa capacité à produire à l’interne tous les composants de ses mouvements mécaniques complexes. La marque est une filiale du groupe Richemont.

## Histoire

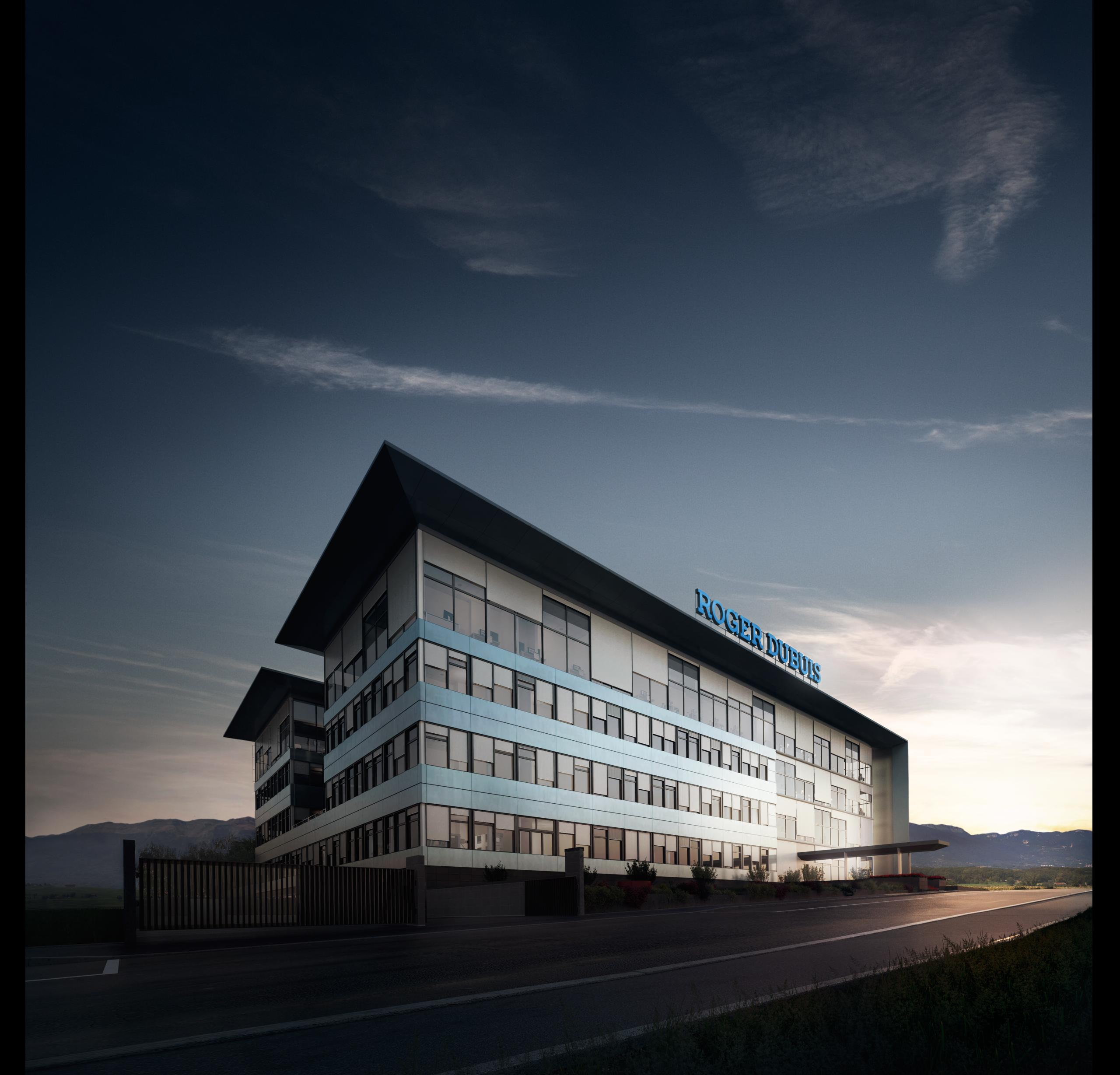
La Manufacture Roger Dubuis

### Origines
L’horloger genevois Roger Dubuis voit le jour en 1995, à la suite de la rencontre de l'horloger Roger Dubuis et de l'entrepreneur-designer Carlos Dias. Dès le début de ses activités, elle se spécialise dans le domaine de la haute horlogerie. 

### Manufacture
L’année 1999 marque l’avènement des premiers mouvements Roger Dubuis conçus et manufacturés à l’interne.
Deux ans plus tard, Roger Dubuis s'installe en 2001 à Meyrin-Genève un bâtiment avant-gardiste, siège de la société, abritant la production intégrée et l’administration. 
En 2005, la manufacture connaît sa première extension.
En 2008, Richemont acquiert l’horloger genevois Roger Dubuis.

### Mouvements

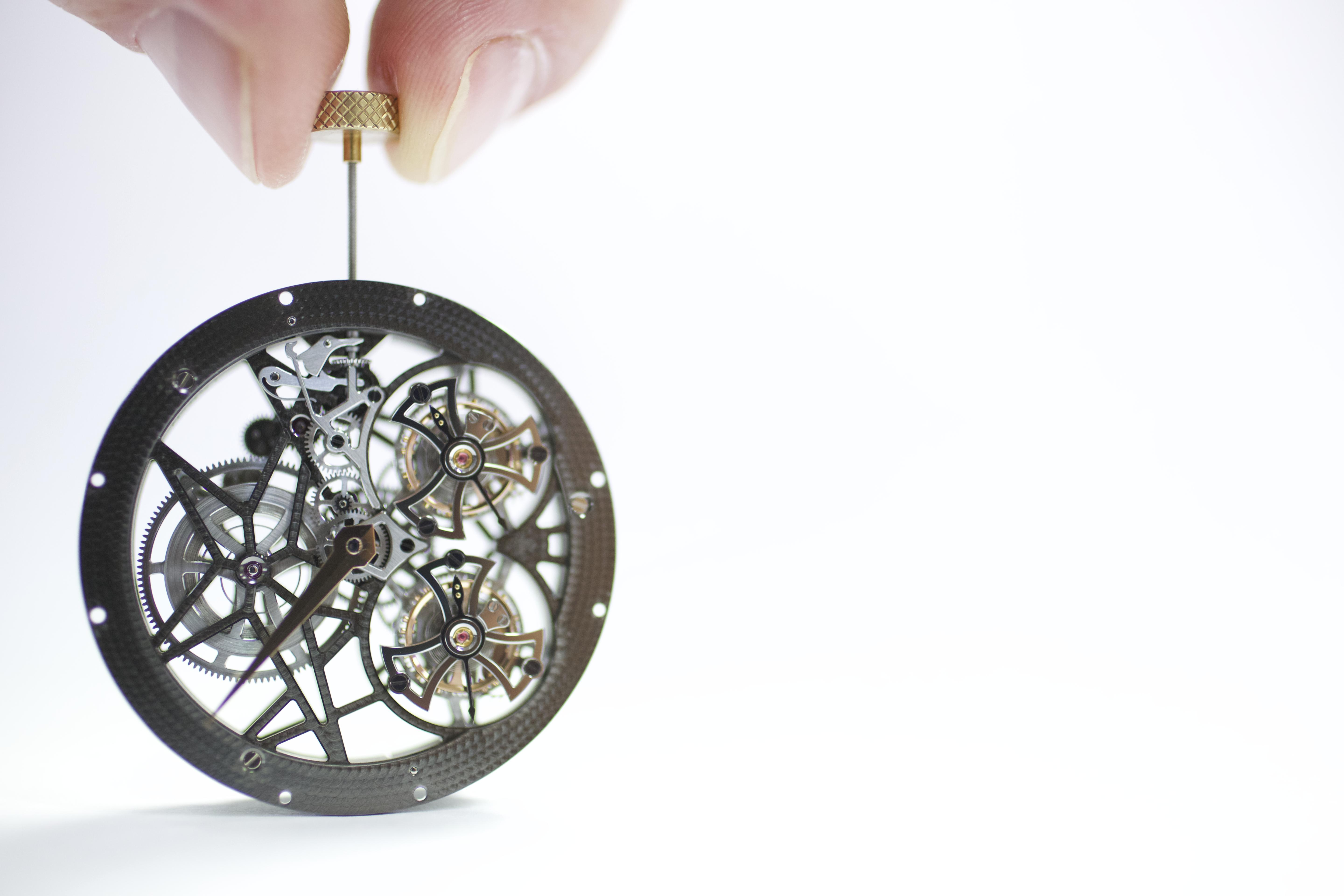
RD01SQ Double Tourbillon Volant Squelette

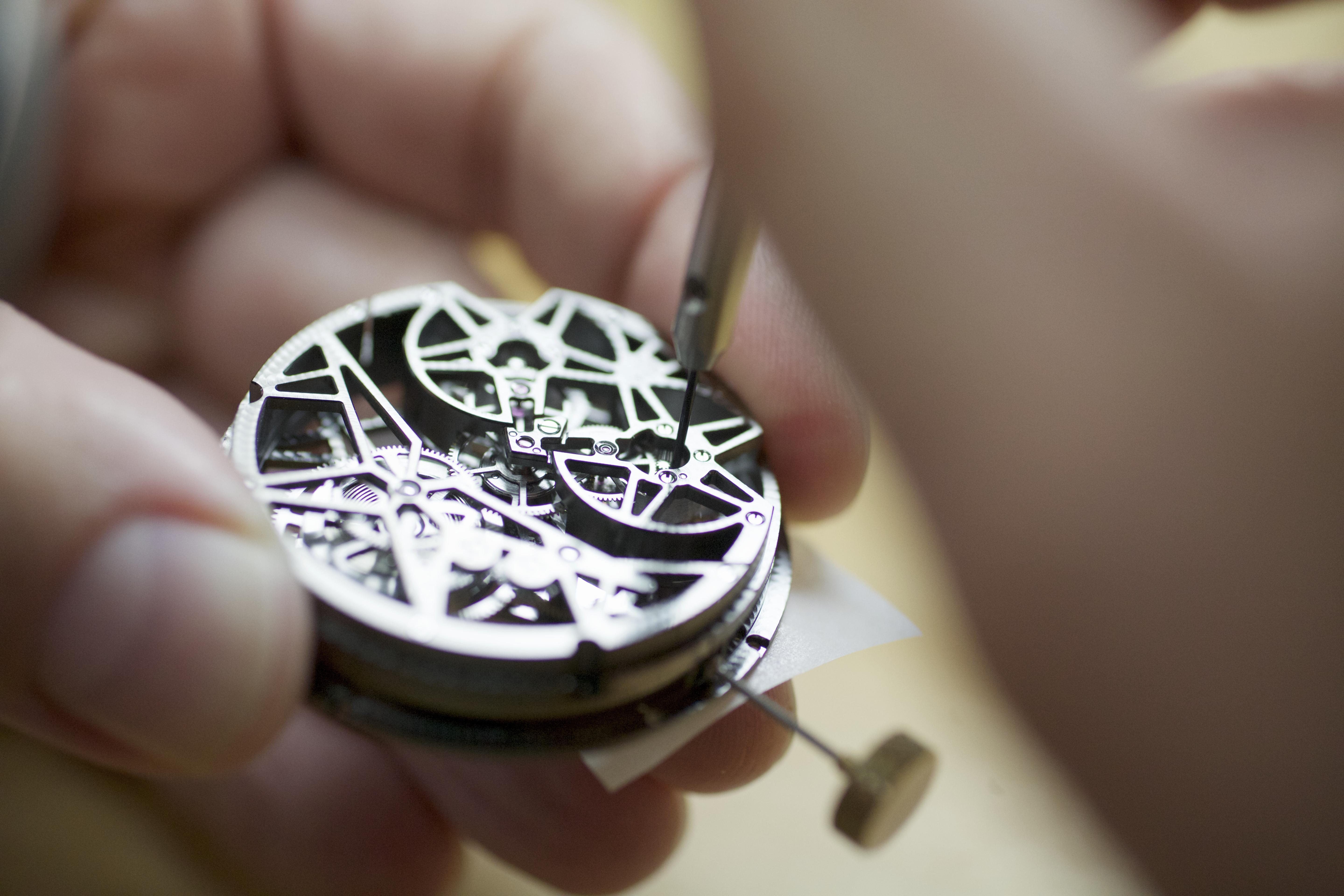
RD820SQ Squelette automatique avec micro-rotor

Excalibur Squelette Automatique (RDDBEX0473)

L’horloger genevois Roger Dubuis a conçu et développé plus de 30 mouvements mécaniques exclusifs.